# Кастальдо, Альфонсо
Альфонсо Кастальдо (итал. Alfonso Castaldo; 6 ноября 1890, Казория, Итальянское королевство — 3 марта 1966, Болонья, Италия) — итальянский кардинал. Епископ Поццуоли с 27 марта 1934 по 14 января 1950. Титулярный архиепископ Фессалоники и коадъютор Неаполя с 14 января 1950 по 7 февраля 1958. Апостольский администратор per vitam Поццуоли с 14 января 1950 по 5 августа 1958. Епископ Поццуоли ad personam с 5 августа 1958 по 3 марта 1966. Архиепископ Неаполя с 7 февраля 1958 по 3 марта 1966. Кардинал-священник с 15 декабря 1958, с титулом церкви Сан-Каллисто с 18 декабря 1958. 

## Источник
- Информация Архивная копия от 29 сентября 2013 на Wayback Machine  (англ.)